# 유승우 (후한)
유승우(劉承祐, 931년 3월 30일(음력 3월 9일) ~ 951년 1월 2일(음력 950년 11월 22일))는 오대십국시대 후한의 제2대 황제(재위 : 948년 ~ 950년)이다. 시호는 은황제(隱皇帝)이다. 절일은 가경절(嘉慶節)이다.

## 생애
후한 고조 유지원(劉知遠)의 둘째 아들로 태어났으나, 야사에서는 조카라고도 전한다. 주왕(周王)으로 봉해졌으며, 아버지 유지원의 사망과 함께 즉위를 하였다. 그러나 나이가 어렸기 때문에, 추밀사의 양빈(楊邠)과 부추밀사 곽위(郭威)의 권력을 제어할 수 없었다.
당시 실력자인 소봉길(蘇逢吉)과 양빈의 사이에 권력 암투가 있던 관계로, 내분이 안정되지 않았다. 이 혼란에 즈음해, 하중(河中)의 이수정(李守貞), 장안의 조사관(趙思綰), 봉상(鳳翔)의 왕경숭(王景崇)이 연달아 반란을 일으켰다. 게다가 당시 후한은 메뚜기떼와 수해의 피해가 심각하여, 점점 쇠약해져 갔다. 결국 950년 곽위가 군사를 일으켜 남하하여, 은제는 곽위의 군사에게 맞서 싸우다 전사했다. 이로써 후한은 멸망하였다.

## 가족관계

### 조부모와 부모
- 조부 : 현조(顯祖) 장성황제(章聖皇帝) 유전(劉琠)
- 조모 : 장의황후(章懿皇后) 안씨(安氏)
- 부친 : 고조(高祖) 소숙황제(昭肅皇帝) 유고(劉暠)
- 모친 : 황태후(皇太后) 이씨(李氏)

### 후비
- 부인(夫人) 장씨(張氏)
- 부인(夫人) 경씨(耿氏)

## 기년
| 은제        | 원년            | 2년        | 3년        |
| ----------- | --------------- | ---------- | ---------- |
| 서력 (西曆) | 948년           | 949년      | 950년      |
| 간지 (干支) | 무신(戊申)      | 기유(己酉) | 경술(庚戌) |
| 연호 (年號) | 건우(乾祐) 원년 | 2년        | 3년        |

| 전 임 아버지 유지원 | 제2대 후한의 황제 948년 ~ 950년 | 후 임 (멸망) 북한 유숭, 후주 곽위 |